# MGC (トイガンメーカー)
MGC (英: ModelGuns Corporation) は、かつて存在した埼玉県の遊戯銃（トイガン）メーカー。海外製玩具銃の輸入・加工販売からはじまり、1962年には独自開発による国産初のモデルガンであるワルサーVPを発売した。現在一般に用いられている「モデルガン」という言葉は、MGC創業者による造語。

## 特徴
リアルなメカよりアクションを重視のMGCの製品は開発担当者だった小林太三のデザインによるものが多数を占め、初期の製品ではスライドアクション（通称タニオアクション）と呼ばれるモデルガン独自の作動機構を開発し、国内でロケが行われた007映画で使用されるなど人気を博し、装填・排莢・発火が楽しめる製品を主力商品としていた。
その後も、流行を押さえたモデルアップや、外観の特徴を上手く再現した製品を多数発表したが、なかでも紙火薬を用いたデトネーター式ブローバックモデルガンを最初に開発した関係から確実な作動性で知られ、「箱出しで遊べるのはMGC製品だけ」という認識の時代が長く続いた。旺盛な開発・販売力により後述のとおりモデルガン史に残る数々の名作を製造・販売しており、米国の輸入業者からの依頼による海外向け製品は国外でも高い評価を得た。
作動性や安全対策を理由に実銃の内部構造の再現にはこだわらず、実銃よりも若干小さめのサイズとしたり、独自のアレンジを施して表現する傾向が強く、実物に忠実な製品を作る傾向にあったCMCとの比較において、「作動のMGC派」と「リアルメカのCMC派」といった顧客層の色分けが存在した時期もあった。また、日本映画における小道具としてMGCのモデルガンが多く使用されたため、協力会社として同社の名がエンドロールに登場する映画も数多くある。

## 沿革
1960年
- 神保勉が会員制玩具銃販売を目的とした日本MGC協会を設立。東京都大田区鵜の木に事務所を開設。
- 当時の在日米軍の売店PXから米国マテル製キャップガンを仕入れ、銀色をはがし黒色に表面仕上げを施し販売開始。

1961年
- 事務所を東京都大田区蒲田に移転。
- 小林太三が入社。
- 6月6日、有楽町阪急に3か月間出店。
- マテル改ブラックホーク販売開始。

1962年
- 1月11日、埼玉県浦和市皇山町に工場開設。本社も同場所に移転。
- 米国ヒューブレー製コマンダー、ベレッタ、P38の加工販売開始。
- 自社完全新規製品ワルサーベストポケット販売開始。

1963年
- VPターゲット、チーフスペシャル、ハンドエジェクター販売開始。

1964年
- PPK、M3グリースガン、ヘンメリー販売開始。

1965年
- 直営店「MGCボンドショップ」開店。
- ダイナミックシリーズ企画開始。
- ブローニング380、センチニアル、コンポタイプカービン、シークレットスナイパー販売開始。

1966年
- ガバメント(GM1)、コマンダー、ルガーP08、P38アンクル、ベレッタM1934販売開始。銃砲と火薬類に関する法規の整備が端緒につく[3]。

1967年
- ピースメーカー、ディティクティブ、ポリスポジティブ、PPK2、ベレッタポケット販売開始。

1968年
- P38、MP40、M73、HSC、デリンジャー、コンバットマグナム販売開始。

1969年
- コルトネービー、パイソン、ニューチーフ販売開始。

1970年
- 大阪万博に出展。
- モーゼルM96、オフィシャルポリス、PPK3、ステンMK3、トンプソンM1921販売開始。

1971年
- ピストルカービン、ブローバックオート販売開始。
- 銃刀法改正[4][5]により、ハンドガン製品を黒から金メッキに変更。

1972年
- SIG SP47/8、ハイウェイパトロールマン41、ガバメント(GM2)販売開始。

1973年
- M16シリーズ、スターリングMKV販売開始。

1974年
- 44マグナム販売開始。

1975年
- M31、M97、ローマン、トルーパー、P38ブローバック(MJQ)販売開始。
- ハイカスタムデラックスシリーズ(AR18、トンプソンM1A1、MP18)販売開始。

1976年
- オートマグ、ルガー(ABS)販売開始。

1977年
- 32オート、ニューパイソン販売開始。
- WA M92販売開始。
- 銃刀法改正[6][7]により、改正法抵触製品の販売中止。

1978年
- M1カービン販売開始。

1979年
- ウッズマン、ガバメントWW2、ナショナルマッチ(GM4)、P210-5ターゲット、M59販売開始。

1980年
- 20周年記念企画「ニューモデル5」発表。
- ニューローマン、M76、M39販売開始。銃刀法一部改正[8]。

1981年
- 株式会社エムジーシー設立。
- イングラムM11、PPCカスタムシリーズ、M31RS2、VP70販売開始。

1982年
- ガバメント(GM5)発売開始。

1983年
- 2月5日、イチローナガタと長期専属契約を締結。

1989年
- 欧米向け事業として香港現地法人「NY.TOY」を設立。MGCおよびニューMGCから社員出向。

1990年
- M9(モデルガン)販売開始。

1994年
- 11月16日、役員会にて休業を決定[注釈 4]

1996年
- 12月5日、浦和地方裁判所より商法456条に基づく特別清算終結通知により解散。

## 歴史

### 初期（1960年 - 1970年）
1960年、神保勉を会長とする日本MGC協会（MGC: モデルガンコレクションの略称）が設立された。設立当初は日本のガンブームによるガンマニアのために、米国製リボルバー玩具をリメイクした発火モデルなどを販売していた。また1962年巻玉火薬を使う米国ヒューブレイ（ハブレイとも）のコルトガバメント型玩具銃を改良、弾丸を詰めた弾倉を挿入し、操作で弾丸を挿入・排莢させる「コルトスペシャルモデル」を発売。
さらにそれにさらなる改良を加え、実銃とおりの操作で発火するコルトコマンダーを発売。しかし銃身が金属な事と後撃針だったため警察から発売禁止命令。銃身を樹脂に変える様に指導された。
1962年にはMGC初となる完全新規設計のモデルガンであるワルサーVPを発売した。この製品にはMGCが独自に開発した擬似排莢ギミック「スライドアクション（タニオアクション）」を搭載し、以降のオートマチックピストル型モデルガンにも搭載された。続いてS&Wチーフススペシャル、ワルサーPPKといった製品を発売した。またこれを改良し1963年火薬の撃発ガスの力でプラスチックの弾丸を飛ばす「MGCターゲット」が発売されたが、警察に危険と規制され生産中止。
００７は殺しの番号（ドクタノオ）でワルサーＰＰＫがジェームズ・ボンドの愛銃となり、００１１ナポレオン・ソロ（アンクルから来た男）でワルサーP３８アンクルカービンに注目が集まりスパイブームが到来、ＰＰＫのフルコピーが各社から相次いで発売されるに至り加熱した。
日本が舞台となった映画『007は二度死ぬ』（1967年公開）では主人公ジェームズ・ボンドの愛銃PPKとして日本ロケ部分にはMGC製品が使用された。この経緯から映画制作サイドよりMGC直営店を「ボンドショップ」と名乗る事を許された。MGCボンドショップという名称はその後長く使用され広く認知される事となった。この頃、日本国内の映画制作においてもMGCでは積極的に劇用銃（プロップガン）を製作、提供していた。MGCの技術スタッフ小林太三（のちの副社長）は電気着火式オートマチックやゼンマイ式排莢マシンガンなどモデルガンとは違った分野の技術開発でも活躍していた。ゼンマイ式排莢はのちにグリースガンM3として製品化された。
MGCは神保会長が「あくまでモデルガンは実銃に似て非なる玩具」という概念に固執していたため、MGC製品は実銃より小さめに作ったり、実銃とは全く異なる構造を持つことで改造や悪用を防止していたが、製品のワルサーPPKが犯罪に使われ、神保会長は販売方法に悪用防止策（後述の住民票登録制）を行った。そのもとに誕生したのがMGC初のスタンダードオートマチックピストルとなるブローニングM1910であった。しかしこの住民登録制はむしろ「モデルガンが犯罪に使われる危険な物と言っているのと同じ」と、小売業者は反発、加えて製造元が「ボンドショップ」として直売することに難色を示しMGC製品の取り扱いを止める事を宣言した。
MGC製品は多数の他社にコピーされ、皮肉にもライバルである他社のモデルガン製造技術を発展させるきっかけともなった。

#### 住民票登録制
本来MGCはメーカーで、販売は卸先に頼っていたが、モデルガンの需要が高まるにつれ、これが犯罪に悪用されることを危惧したMGCは、1965年に小売店での販売時に購入者から住民票抄本を提出させる方針を打ち出した。これが同社を決定的に有名にすることになった住民票登録制販売である。当時のMGCは、ほぼ独占的にモデルガンを製造していたため、住民票登録制に協力しない店舗には同社製品を卸さず、全店舗が協力しなかった場合には自社店舗を開いて自ら販売することも辞さないとの強行姿勢を示して小売店に協力を迫った。小売店の多くは曖昧な態度のまま漫然とMGC製品の販売を続けていたが、小売店側の賛同が得られないことで見切り発車を決めたMGCは自社店舗の開設に踏み切り、住民票登録制販売を開始した。これに反発した小売店側は日本高級玩具小売商組合 (N・K・G) を結成してMGC製品を排除し、同社製品を模倣したコピー品や文鎮モデルと呼ばれる外観だけの鋳造品などを製造・販売するようになり、モデルガン業界はMGCとN・K・G派に分裂してしまった。

#### 直販店舗の展開
住民票登録制販売を契機にモデルガン業界が分裂したことでMGCは直販店舗を拡大し、当初は東京都（上野）に所在した店舗（1965年当初は1店舗、1967年に「MGCサービス部」として2店舗目を設置）について、1967年から全国展開（仙台・広島・福岡・新宿・名古屋・横浜・神戸・渋谷）していった（1981年まで）。1965年8月からは、映画『007』シリーズとのタイアップに基づき「ボンドショップ」という名称により展開されている。「MGCボンドショップ」一号店は１９６７年「００７は二度死ぬ」より前の１９６５年に既に使われている。

#### ブローバックモデルガンの誕生
1965年、複数のモデルガンメーカーが乱立する中で先駆者であるMGCはまたもや画期的な技術を世に送り出した。ブローバックモデルガンの誕生である。
実銃のブローバックは弾丸の発射を前提とする力（作用・反作用）を用いるために、弾の飛ばないモデルガンでは実現ができない。当時、海外の映画で使用されるプロップガンは、銃身内径を狭窄するチョークホールという構造で、空砲の撃発時に発生するガス圧によるブローバックを実現していた。安全性を重んじるMGCは多量の火薬を必要とするこの方法を善しとせず、自動車等のエンジンの内部構造からヒントを得たデトネーター式ブローバックを完成させた（小林氏が、MGC近くにあった工事現場のディーゼルハンマーからヒントを得たと言う説あり）。
チャンバー内に設けた細長い棒状の前撃針はデトネーターと名づけられ、エンジンのピストンに相当する。空薬莢型のカートリッジには紙火薬を数粒入れ、こちらはエンジンのシリンダーに相当する事となる。狭い空間で発生する発火時の圧力はモデルガンの遊底を動かすには十分なエネルギーとなり、ブローバックが可能となった。この機構はシュマイザーMP40にまず搭載され、発売された。
1971年には既製品のスタンダード(非ブローバックの事)モデルガンMGC ガバメントのバリエーションとして、MP40カートリッジを使用するガバメント・ブローバック(9mmガバメント)が発売された。以降はベレッタM1934、S&W M44コンバットオート等、ブローバックを前提とした設計のモデルガンも発売され、既製品のモーゼルC96、モーゼルHSc、ブローニングM1910、ワルサーP38等のブローバック版発売も予告され、同年の銃刀法改正後も製品化を継続する旨がMGCよりリリースされたものの既製品のブローバック版は追加発売が実現されることはなかった。
銃刀法改正によりバレルの完全閉塞を余儀なくされたハンドガン製品は発火ガスを逃がすためにバレルやチャンバーに排気孔を設けるなどの対策が図られたものの、安定したブローバック作動が困難であったため開発継続を断念。のちの長物製品およびABS樹脂製ハンドガン製品にブローバック開発の主軸を移すことになった。
なお、この時代の初期ブローバックモデルガンは作動させるためにはある程度の技術が必要とされ、M44コンバットオート等の製品においては他のMGC製ブローバックモデルを購入したユーザーでなければ発売しない等の措置が取られた。また、ステージガンとしてMGCガバメントブローバックは試作モデルを映画関係に貸出しており、映画等で活躍した。

#### 大阪万博出店
1970年に開催された日本万国博覧会（大阪万博）ではMGCのブースを出店した。ブースは日曜広場の日本館、電子通信館前に位置していた。「（前略）『あMGCだ』などと言ってくれる声などが聞こえると駆けて行ってキスしたくなる(しないけど)（中略）よく売れるのがホンモノに使うようにチーフ用のスケルトン・ホルスター（後略）」などと当時の機関誌に書かれていた。モデルガンの他、摸造刀や土産品などを販売していたが、意外にもサンダルや雨傘がよく売れたという。万博出店にあたっては米国のMGC輸入代理会社RMI (Replica Model Incorporated) と関西地区MGC代理店やまもとの協力があったと神保勉が自伝で述懐している。

#### その他の拡販施策
イメージキャラクターとして俳優の団次郎（現・団時朗）と契約した。さらに「アメ横でこっそり買うアングラ商品」という従来のモデルガンのイメージを払拭するため、（次の年代である）1971年以降も千葉真一（1971年）などの映画俳優や外国人モデルを起用し、鮮烈なイメージ効果を期したパンフレットや顧客の知識向上に努めて小冊子『ビジェール』を作成するなどの企業努力を続けてきた。このような営業努力により、地方の模型店などでもモデルガンが販売されるようになり、その社会的認知度が高まったことで顧客層も拡大し、MGCは業界分裂前よりも多くの新規顧客を獲得した。

### 規制過渡期（1971年 - 1977年）
1971年の銃刀法改正により拳銃型の金属製モデルガンは金色（法律上の黄色に相当）メッキでの製造販売を余儀なくされ売上が激減した。MGCは黒いモデルガンを復活させる為に法律上、摸造拳銃に相当しないプラスチックでの製品化に踏み切った。
主たる部品（メインフレーム）をABS樹脂としたブローバックセミオートマチックのMGC SIG SP47/8とリボルバーのMGC ハイウェイパトロールマン41マグナムを相次いで発売し、モデルガンに新たな方向性を見出すことになった。しかしこの頃はあくまで金属製モデルガンが主力商品であり、ABSモデルガンはまだ発展途上の状態であった。
MGCでは銃器類取り締まりを行う警察庁と意見交換を行い、改造防止策の提案を行う事で共存を図っていたが、1977年には再び銃刀法が改正され両者は袂を分かつ形となり、MGC他モデルガンメーカーおよびモデルガン愛好家は国を相手取り裁判を起こすというところまで関係は冷え切った。新たな銃刀法改正では銃身分離型オートマチックの製造販売の禁止や硬度の高い金属素材の禁止等で金属モデルガンは壊滅的な打撃を受け、ABSモデルガンが主流になっていった。

#### ABS樹脂製モデルガン
前述のとおり、「黒いモデルガン」を実現するために銃刀法上の模造けん銃の定義である「金属で作られ、かつ、けん銃に著しく類似する形態を有する物」に抵触しない非金属製の素材「ABS樹脂」を用いて製品化したモデルガンである。しかし当時のユーザーの反応は今ひとつであり、その頃の月刊Gunの記事や読者の評によれば、まるで紙か木で作られたような貧相な製品と感じていたようある。ただしテレビや映画においては黒く、安価で、かつ丈夫で扱いやすいプロップガンとして小道具担当から歓迎された。中でもハイウェイパトロールマンはあらゆる場面において使用され、刑事も犯人も同じ銃を使用するなど一世を風靡するプロップガンとして活躍した。
MGC ガバメント (GM2) においては銃刀法上の「自動装てん式けん銃に類似する形態を有する物」で禁止されているセンターファイア構造を大胆にも採用し、注目を集めた。しかしながらMGCはABS樹脂製モデルガンについても独自に厳しい安全基準（SP規格）を設ける事とし、すぐに一般的なサイドファイア構造に改めた。

#### 高級モデルガンの販売
この頃は2度目の規制（1977年）を施行される前であり、鉄製の長物や真鍮製のハンドガンといった六研製の高級モデルガンが発売されていた。六研製品の販売がウエスタンアームズ名義になっている頃、代表の国本圭一と旧知の仲であった神保会長は先方の高級モデルガンの一部製品をMGCでも販売するようになる。当時の広告やMGC機関誌である『ビジェール』などでも全鉄製AR18、トンプソン、M1カービンや真鍮製ミリタリーポリスといった製品を「MGC高級モデルガンシリーズ」として掲載されている事が確認できる。そのうち、実際にMGC直営店で30丁販売した全鉄製ウィンチェスターM92について銃刀法違反の嫌疑で神保会長が警察に一時拘束されるという事態に発展した。

### ABSモデルガン全盛期（1978年 - 1985年）
MGCが新たに発売したMGキャップは手軽に発火が楽しめる火薬(玩具煙火)であった。従来の紙火薬使用のモデルガンは発火準備が非常に面倒で、かつ調整などにある程度の技術を要し、決して手軽な趣味とは言えなかった。MGキャップはこうしたモデルガン趣味のハードルの高さを払拭し、ABSモデルガンの技術進歩もあり新規モデルガンユーザーを多く獲得することに成功した。
1980年にはMGC創立20周年となり相次いで新製品をリリースし、遊戯銃業界全体も活気づいていった。20周年記念として既製品をベースとしたカスタムモデルガンも多く製作販売され、これはのちにカスタム部門「MGCカスタムガンワークス (MCW)」としてブランド化された。
ブームに乗り、店舗も全国に拡大し直営店MGCボンドショップは上野のサービス部、新宿店、渋谷本店、上野店、横浜店、名古屋店、神戸店、仙台店、広島店、福岡店を構えていた。ただし関西地区（大阪、京都）は代理店やまもとが存在したため直営店の出店はなかった。
また、MGC ガバメント (GM2) のカスタムモデルを販売していたウェスタンアームズと提携し、MGC直営店内にウェスタンアームズ店舗を設置するなど、この頃の両社は蜜月関係にあった。MGC初の疑似ショートリコイル機構を持ち、大ヒット作となったガバメント (GM5) ではバリエーションモデルとしてコンバットコマンダーがウェスタンアームズより発売された。
1983年には、渡米し優秀な射撃手としても有名になった銃砲専門の写真家イチローナガタと専属契約を交わし、モデルガン用シューティングデバイスのシューターワンとともにモデルガンによるシューティングマッチという新たな方向性も作り上げた。

#### MGキャップの誕生
モデルガンの特徴である火薬による発火アクションは紙火薬（平玉火薬）を数粒ほぐしてカートリッジに詰めるという手間が掛かる上に危険を伴う手法が主流であった。MGCでは「100%安全なモデルガン」をスローガンに次世代のモデルガン用火薬の開発に着手、カネコとの共同開発として進められた。
開発は「ワンタッチでセット」、「1粒でブローバック」、「不発がない」、「発火カスがこびりつかない」、「容易に増量できない」、「安価」などの高い目標が設定され、次世代火薬は対応モデルガンと共に並行開発を行い完成させた。完成したキャップ型火薬はMGキャップ (MG-CAP) と名づけられた。当初、透明プラスチックケースに入れて7mmスタンダード用のみが発売されたが、販売のため御徒町にあったMGCサービス部で段ボールに入った状態で一斉に爆発するという火災事故を起こしたため、後に発泡スチロールに紙ケースのパッケージで再発売されることとなった。5mmブローバック（赤箱）、7mmスタンダード（緑箱）、7mmブローバック（黄箱）の3種類が発売された。価格は100粒で300円から400円（1発あたり3円から4円）で、高いコストパフォーマンスを実現した。
モデルガン製品にはウッズマンを始めとして既製品に順次対応しハンドガンはほぼ全てMGキャップ仕様に改められた。リボルバー、スタンダード・オートマチックはMGキャップを先端に1粒差し込むカートリッジに、ブローバック・オートマチックは新型デトネーターとMGキャップに奥深く1粒差し込むカートリッジに変更された。それぞれ対応モデルは必要に応じてスプリング類のレート変更が行われた。火薬カスについては開発目標どおり紙火薬に比べで遥かにモデルガン本体への攻撃性が低くなり、発火直後であれば水洗いで落とす事が可能となった。このようなメンテナンス性の向上は低年齢層を含む新規ユーザー獲得にも貢献し、小学生から大人までモデルガンを楽しめる時代の幕開けとなった。

#### ニューモデル5
創立20周年を迎えたMGCは「ニューモデル5」というABS樹脂製モデルガンの新製品キャンペーンを立ち上げた。これはレミントンM31RS(RS2)、S&W M39、コルトニューガバメント(GM5)、イングラムM11、ワルサーP5という5種類を順次発売し、付属のスタンプカードで5種すべて集めると特典があるという内容であった。M31RSは新宿で行われた発売イベントで買い求めに来た客が多すぎて抽選販売となってしまったほどの大ヒット作となり、ニューガバメントもその後のマッチカスタムブームの中心となり空前の大ヒット作となった。こうしてニューモデル5は4種まで順調に発売され、最後の5種目のワルサーP5の発売が期待されたものの、結局発売される事なくキャンペーンは終了した。発売中止のおわびはMGC広告上や店頭で何度か周知されたものの、発売中止の理由が正式に発表される事はなかった。

#### CPブローバックの誕生
マルシンが発売した閉鎖型ブローバック方式「プラグファイヤーカートリッジ」は従来のMGC型デトネーター式ブローバックを凌駕する遊底後退パワーを持つ構造で、他メーカーに先駆けてキャップ火薬による長物のブローバックを実現する事に成功していた。MGCでは多くのモデルをMGキャップ使用のデトネーター式ブローバックに変更していたものの、オートマグや長物などについてはパワー不足でキャップ化が実現しておらず、旧来の紙火薬式カートで多量の火薬を使用することで対応していた。そこでMGCでも閉鎖型ブローバックを開発する事となった。開発に携わった小林太三開発部長（当時）によれば、当初はカート構造が複雑になりコスト増となる閉鎖型については否定的だったという。しかしながら構造上必要となるシール材にMGキャップの撃ち殻を再利用することでせめてものコストダウンを図ることとした。撃ち殻をピストンと見立てる構造をCap-Pistonと名づけ、これが製品名となった。
この新ブローバック方式はCPブローバック、CPカートリッジと名づけられ、新製品であるABS製M16A1とともに発表・発売された。カート構造はPFCに準ずるねじ込み式ケースの中にインナー、ピストン、MGキャップを入れてセットするものである。また、簡易型CPとして発火用のMGキャップをピストンに、底部インナーをファイアリングピンに見立てた部品点数の少ないカートリッジも開発し、VP70に搭載する事を発表したものの安定した性能が得られず、こちらは未発売のままお蔵入りとなっている。CP方式はその後ブローバックモデル全般に展開し、オートマグ、トンプソン、M1カービンなどもついに紙火薬と別れを告げた。その後、撃ち殻キャップの破損による不発や装填不良などに対応し、シール材をゴム製Oリングに改良したCP-HWカートに発展した。この改良によりさらにコスト増となったもののブローバック性能は安定し、MGCモデルガンの作動性を確実なものとした。

#### 社内誌ビジェールとモデルガンチャレンジャー発行
MGCでは創業初期の1965年よりビジェール(VISIER)という社内機関誌が年1回程度発行されており、他には新聞を模した「MGCニュース」や個別の小冊子「ブローバックのすべて」、「モデルガン趣味の楽しみ」、「銃器類大図鑑」、「ブローバック入門」、「M16のすべて」、「ガバメントのすべて」といった様々な社内刊行物を発行していた。
ビジェールは社員の他、外部ライターも参画するカラー印刷の本格的な刊行物であった。MGC直営店や系列店で一般ユーザーにも購入可能であり実銃中心の記事が多い時代の貴重なモデルガン情報源としての役割も担っていた。
また、ユーザーから懸賞付きレポートを募集したり、俳優など著名人インタビューなどバラエティに富んだ記事のある本格的な内容であった。
これらの刊行に携わったスタッフはMGCが主たる広告主のムック本などの編集経験を経ながらも、MGCは1982年にはビジェール等の刊行を休止した。1965年創刊号ではMGCの歴史やワルサー社見学レポートなど社内機関誌らしい記事の他、創作のミニ小説なども掲載されており既に本格的な刊行物を見据えた一面を垣間見ることができる。1982年最終号では新製品VP70やニューガバメント試作品のレポートの他、寺尾聰やタモリのインタビューが掲載されていた。
1983年、モデルガン専門の商業月刊雑誌としてモデルガンチャレンジャー(発行：話の特集 発売：ダイヤモンド)が刊行された。
創刊号(1983年6月号)の編集後記には「ビジェール編集スタッフ残党による手作り雑誌」とあり「編集：VISIER同人」と書かれている。この体制は最終号となる1985年1月号まで変わることはなかった。
発刊時期はMGCモデルガンのニューガバメント(GM5)のCPブローバック改良型発売から始まり、シューターワン発売、モデルガンによるシューティングマッチが流行した時代が中心であり、MGCがエアソフトガンM93Rを発売する1年以上前には廃刊となっていた。
ライター陣はMGCアドバイザーでもあったイチロー・ナガタ氏が巻頭記事等を担当して実質的なイメージリーダーとして活躍した他、月刊Gunやコンバットマガジンで活躍していたライターも専属として移籍した上で参画した。
このように書店に流通する正規の商業雑誌ではあったものの、モデルガンチャレンジャーの実質はビジェールの商業発行版というような内容であった。しかしながらMGC製品の紹介や広告が中心の内容も発刊を重ね徐々に他メーカー製品の紹介や中立的な記事が多くなり、同時期に刊行されていた銃器専門誌との共存を図っていった。ただし、刊行は2年未満と短命だった。最終号に廃刊ではなく休刊と説明されていたが理由の詳細は示されることはなかった。
イチロー・ナガタ氏など専属ライター達は他の雑誌へ移籍し、後にも活躍を続けた。
その後、モデルガンチャレンジャーもビジェールも復刊することは無かったが、MGCではエアソフトガン製品を発売するようになった後もカラーのチラシやカタログの他、新製品に関する実銃レポート付きのミニ写真集といった発行物を製作しており、メーカー解散まで続いた。

#### シューターワンとシューティングマッチ
モデルガンがどんなにリアルで作動が確実になっていっても、絶対に実現しないのが「的に当てる」という行為である。MGCは弾を飛ばさずに的に当たった感覚を疑似体験できるデバイスを研究開発していたが、ついにRAY-X203として市販された。
このデバイスは発火時に発生する微量な赤外線を感知するセンサー装置であった。商品名は一般公募でシューターワンと名づけられ、以降その名称が使用されるようになった。シューターワンの登場によりモデルガンを使用した遊びは単なる撃ち合いごっこから的に当てる事という新たな要素が加わることになった。シューターワンは設置ターゲット型が1バージョン発売されたのみであったため、定位置に設置するシューティングマッチ形式のイベントが最も盛んとなった。MGCは米国のビアンキカップの名称使用権を得てジャパンビアンキカップとして開催した。マッチにおいては詳細なルール、地方大会から全国大会という階層化を図るなどスポーツとしての特色を高めていった。しかしながらモデルガン/シューターワンの射撃精度が高まらず次第に精密さを求めるユーザーはエアソフトガンへの移行を始めてしまうきっかけともなってしまった。この頃を境にモデルガン全体の人気が勢いを失っていくこととなる。

### エアソフトガン転換期（1986年 - 1994年）
遊戯銃の主流がモデルガンからエアソフトガンに移り、頑なに弾の出るトイガンを否定したMGCもユーザーのニーズに迎合する事になり、ベレッタM93R APをリリースした。これがヒット商品となり、さらにブローバックガスガン グロックシリーズも成功を収めた。1990年には創立30周年記念として、ガスガンと部品や製造方法を共有するかたちで久々のモデルガンの新作となるベレッタM9を発売しモデルガンメーカーとしての存在感を示した。
その後も常に業界をリードする品質の製品を展開し続けたが、かつての提携メーカーウェスタンアームズのマグナブローバックの成功や、東京マルイの電動エアーガンが人気を集める中で、革新的な製品を生み出す事が出来ずにMGCは商品力を失っていった。後にマグナブローバックの使用契約を交わし、この機能を組み込んだ自社製品を発売するも低迷は続き、1994年に製造部門を廃業した。
MGCの名を冠した販売店も新宿、名古屋、仙台に続き上野店が2006年3月12日で閉店し、残るは福岡店のみになった。

#### リキッドチャージ式エアソフトガンの誕生
タカトクSS-9000やマルゼンKG-9といったエアソフトガンのヒットともにエアソフトガンを趣味とする人口が増え、反比例するようにモデルガン人気に陰りが出てきた。弾が出るトイガンを否定していたMGCは他のモデルガンメーカーが次々とエアソフトガン製品をリリースをしていく中、モデルガンとシューターワンだけで孤軍奮闘していた。MGCはエアソフトガンの危険性を訴え、市場からの排除を図るものの効果は全くなく、ブームは加速する一方であった。そうした中、同じくエアソフトガン否定派であったライバルメーカー東京CMCはモデルガンの未来に見切りを付け廃業してしまう。MGCはモデルガンに固執しこのまま業界で取り残されるか、トレンドに乗り禁断のエアソフトガン製品を開発するか、という難しい選択を迫られる事になった。結局のところ存続のためには市場のニーズに対応し、売れる商品を販売しなければならないという市場論理が優先され、ついにエアソフトガン開発を行う事となった。
新製品はモデルガンメーカーとしての矜持から安全対策には特に注意が払われた（後述）。またエアーソフトガンメーカーとしては後発という点からMGCならではの独創性も重要視された。当時のエアソフトガンはコッキング式が主流で1発撃つ毎にコッキングしなければならない単発構造であり、トリガープルも非常に重いという特徴があった事から、MGCは軽快なトリガーアクションだけで連射できる製品が目標とされた。
そこで軽いトリガープルを実現するパワーソースとしてフロンガスに着目された。コッキングガンのスプリングによる圧縮空気とは違い、気化ガスそのものの圧力を利用する事で圧縮スプリングを廃してトリガープルを劇的に軽くする事ができただけでなく、連射の可能性が開かれた。最終的にモデルアップされたのはベレッタM93Rだった。
最初に開発・採用されたマガジンは現在一般的に見られる「リキッドチャージ（液体ガス充填）式」とは異なり、マガジン頂部に取付けられた注入バルブを正立させたガスボンベに押し付けて「気化ガスのみを充填」するものだった。M93Rが選ばれた理由の一つに元々実銃が多弾数マガジンが装着されていた為、連射の肝となるマガジン内ガスタンクの容量が確保しやすかったという事が挙げられている。
この蓄気方式は[エアーチェンバーシステム]と命名され初代のM93R-APに採用された。装弾数は15発で、蓄気が完了するとマガジン底部に一種のローディングインジケーターが視認できる構造だった。マガジンはフロンガスの温度上昇の伴う圧力上昇に備えて肉厚の亜鉛合金製とされかなりの重量があった。この事は銃本体がハリボテ状態で非常に軽かった事を相殺する以上に重厚感を持たせる役割も果たしていた。※M93R-APの取り扱い説明書において故障の原因となる液ガス充填は厳禁とされていた。
その後マガジンの軽量化と多弾数化の要望を満たした40連マガジンが発売され、M93Rエクストラの標準装備マガジンにもなった。これはマガジン本体をプラスチックに改め軽量化すると共にＢタイプという専用ボンベをマガジンに内蔵する物で、リキッドチャージ式の前身に当たる。だが、このマガジンはフロンの気化冷却による収縮やプラスチックの弾性低下の為のヒビ割れが発生し易くガス漏れが起こる事が多く、また、容量が少なく割高のBタイプボンベマガジンを別途に購入しなければならない等の理由から比較的短命だった。
40連マガジンの発売と同時期に、専門店の独自カスタムとしてエアチャンバーシステムの15連マガジンに直接液ガスを注入（すなわち「リキッドチャージ（液体ガス充填）式」）できるようにする改造を施した物が市販されるようになった。一回のガスチャージによる発射可能数が飛躍的に増える上に取り回しはノーマルと同じという事で、サバイバルゲーム愛好家をはじめとして広く受け入れられ、多数が市場に出回った。
この事実に触発され40連マガジンに続いて発売され、同時に特許の申請がなされたのがリキッドチャージ式。30連マガジンとして、エアチェンバーシステム15連と同サイズの30連ロングタイプと、フレームから飛び出さない30連ショートタイプの二種類があり、40連マガジンの反省からボディはエアチェンバーシステム15連と同じ亜鉛合金製に戻された。これに相前後してエアチェンバーシステム15連のリキッドチャージ版もリリースされた。 
M93RはBB弾を発射するためのガス放出にハンマーの打撃力を利用したが、実銃同様にハンマーを撃発機構の一部に取り入れるに当たって改造防止策に特段の注意が払われた。すなわちハンマーが直接バルブを叩く構造とはせず、リリースとバルブリフターという二つの部品によって伝達されるだけでなく、力の方向も水平方向から垂直方向へ変換する方式を取り、更にはハンマーの慣性を使う響き打ち機構も取り入れるという徹底した対策が採られている。その他に内部構造は極めて単純化され、金属部品点数も極力抑える事で、事実上改造不可能とも言える域に達していた。
製品外観はモデルガンメーカーらしくエッジの効いたフォルムだったものの安全対策の絡みもあってプラスチックを多用した玩具然とした見た目となった（初期のショルダーストックもガラス繊維混入のプラスチック製だったが、エクストラ以降は亜鉛合金とスチールプレスの混成となった）。開発当初は独自規格の7mmBB弾を採用する予定だったが、パワーが上がりすぎる等の問題から一般的な6mmBB弾を採用した。
「ベレッタM93R -AP」と名づけられたMGC初のエアソフトガンは実銃がブローバックにもかかわらず固定スライド、実銃の特徴である3点バーストショット（3連射）も省略され（セレクターとセーフティが一体化されていた）セミオートのみだったものの、「軽いトリガープルで連射できる」という当時としては画期的なエアソフトガンとして絶大な人気を得た。このM93Rの成功によりエアソフトガンメーカーとしては後発だったにもかかわらず業界の先頭集団に躍り出る事に成功した。発売時にはフランス映画「パリ警視J」とタイアップし、広告戦略にも余念がなかった。都合5種類にのぼったマガジンは最終的にリキッドチャージ式に一本化され、以降のMGCガスガンシリーズ全てに採用されただけでなく、業界の標準的マガジン形式に成長・発展していく。
M93Rの発売は競合他社にも多大な影響を与え、次々とフロンガス使用のエアソフトガン市場に参入する事になった。しかしマガジン内に液体ガスを注入する（リキッドチャージ）方式はMGCの特許であり、それ以外の方式の模索を他社は強いられ、同社は市場で圧倒的に有利であった。この状況はウェスタンアームズのように使用権を得る以外、MGCの衰退まで続いた。市場では「フロンガス使用のエアソフトガン」という新しいジャンルの製品が加わった事により、従来のコッキング式を「エアガン」「コッキングガン」、フロンガス式を「ガスガン」と呼び分けるようになった。

#### ガスガン時代の幕開け
M93Rは新たなユーザー層を拡大したものの安全面、コストへの配慮から玩具然とした見た目だったため、リアルさを求めるユーザーの声も同時に高まっていった。スライドも動かず、丸い弾を発射するだけのガスガンは時に「銀玉鉄砲」と揶揄されていた。MGCはまず質感向上の為に固定スライドながらモデルガン譲りのリアルな形状を持ち、金属部品で重量を稼いだS&W M459/659シリーズなどを順次リリースした。当時のガスガン機構はバルブ放出の為にダブルアクションでなければ成立せず、またガス容量を確保する為にダブルカラムのような太いグリップ周りの銃種が採用される傾向にあった。よってガバメントシリーズはガスガン化が困難とされていたが、人気が高いモデルであるためMGCにおいても商品化は必須であると考えていた。そこでMGCが考案したのがハレットシングルアクションなる変則ダブルアクション機構である。ハンマーのフルコック状態が通常ポジションとなり、トリガーを弾いた時のみハンマーダウンしバルブ放出を行い、再びハンマーはフルコック状態に戻るという動きとなる。この機構は特性上、トリガーストロークを長く取る必要があるためにロングトリガーとなってしまう。よってロングトリガーでも雰囲気を損なわないマッチカスタムが選択され、MGC初のガバメント系ガスガンとしてウィルソンLE (GM6) が発売された。シングルサイズのマガジンはガス容量が稼げなかったものの装弾数を多くしない事で対応した。GM6系ガスガンはジャパンビアンキカップに新設されたエアソフトガン部門で多数の参加者が使用する事となり、アフターマーケットパーツも充実していた。そしてS&W M645にはライフリング入りインナーバレル「サイクロンバレル」を採用するなど新技術も相次いで世に送り出した。パワーソースにのみフロンガスを利用し、その他の部分を電動で行う独創的な機構のH&K MP5Kも発売された。こうしてガスガン路線が軌道に乗ったMGCはモデルガン全盛時代の勢いを取り戻した。
ライフル・サブマシンガンクラスでは、アサヒファイアーアームズ/JACタイプの発射機構を採用したベレッタM12SペネトレーターとS&W M7インターセプター、オリジナルの機構を採用したM16シリーズを展開したものの、パワーを業界の自主規制値にあわせ続けたため、サバイバルゲームでの使用が主目的のユーザーからは支持を得る事が出来ず、決して成功したとは言えない結果に終わった。末期にU.S.M1カービンのガスブローバックモデルを発表したが、実現はしなかった。

#### ヘビーウェイト樹脂
MGCではABS製モデルガン全盛の時代から「軽い」という欠点のプラスチックに対して高比重プラスチックの研究を行っていた。成分配合などを変え、VP70に新配合プラスチックを一部採用したりしたものの、重く、かつABS樹脂に匹敵する耐衝撃性を持ち、金型での成型がしやすい素材を中々見つける事ができなかった。こうして試行錯誤を続けたのち、金属粉を樹脂に混ぜ成型を行い、高重量化を実現したヘビーウェイト樹脂を実用化した。当初は限定カスタムとしてナショナルマッチ・ホーグカスタムに採用され、その明るいグレーの地肌色は銃の表面色として違和感があったものの「重いプラスチック」はトイガン用の新素材として大いに注目されることとなった。その後、素材色をより黒く見せる試みや成型後に黒染めする等の改良が加えられた。素材色のままを「ナチュラルヘビーウェイト」、黒染めしたものを「スーパーブラック」と称し、MGCの樹脂製モデルガン、ガスガン製品全般に採用された。
この頃、既にモデルガン需要が下がっており新製品開発はほとんど無かったが、ヘビーウェイト樹脂を採用した既製品の焼き直し版として多くのモデルガンが再発売された。開発費をかけずにモデルガン新製品として発売できるヘビーウェイト樹脂はMGCにとってはもちろん、旧来のモデルガンファンにとっても明るい話題となった。他メーカーも追随し、高比重プラスチック製品を多数発売していった。なお、ヘビーウェイト樹脂は下地処理を入念に行い、ガンブルー液で表面処理する事により金属に匹敵する美しいガンブルーを表現する事ができる事から「ブルーイング」としてトイガンの新たな楽しみ方ができるようになった（ただしMGCが提唱したものではない）。後にMGCは磁性金属粉を混ぜ、より高比重としたスーパーリアルヘビーウェイト樹脂を開発したが、「磁石につく事が鉄と混同される」、「アクションには不向きな脆い性質」等の理由から数モデルに採用されたのみで販売を中止した。

#### ガスブローバックの誕生
MGCは「形はリアルだがスライドの動かないガスガン」からの脱却を図るためにガスガンのブローバックについて開発を始めた。古くから既に他社エアソフトガンにおいて1発限りの排莢ギミックを採用していた製品があったものの連射できる製品は存在しなかったが、パワーソースとして低圧ガスが普及してから、東京マルイ、タナカワークス等が、ガスの圧力を用いてスライドの可動とBB弾の発射を行う製品を開発した。MGCはそれらを参考にしつつ構造をより単純化し、先行する他社製品よりも気軽に扱え、実射性能もそれらを上回る事に成功した。この機構はグロックシリーズ、H&K P7M13に採用され、これもまたヒット作となった。
ガスブローバックの実現により、今まで実現できなかったガバメントシリーズ本来のシングルアクションをついに製品化する。まず新規設計のハイキャパシティモデルに搭載されたガスブローバックメカは、それまでのシステムと異なりシアとハンマーを有し、倒れたハンマーがガスのバルブを開放して作動を始める構造となっており、短いトリガーでもモデルガンのような軽いトリガープルで連射する事ができるようになった。その後に、待望のノーマルなガバメントM1911A1も製品化された。ここまでのシステムは、BB弾の発射タイミングの問題から着弾点が照準よりも下に落ちてしまう事と、スライドの後退量が稼げずにホールドオープンが中途半端な位置になってしまうといった欠点があった。それらの問題については改善を試みるも、集弾性に悪影響を与えるなど、完全な改良には至らなかった。
その後、他社もガスブローバック製品を相次いで発売する事になり、中でもウェスタンアームズ社は先発の他社製品の欠点の大半を解決した構造を作り出し、その技術を特許申請した。特許への抵触を避けるため、しばらくは自社技術の範囲内で製品を改良・販売し続けたものの商品力の低下は否めず、後年MGCは特許使用料を払い、ウェスタンアームズのライセンス配下で改良版のガスブローバック製品を販売する事となった。

#### おもちゃ狩り裁判と製造部門廃業
バブル経済の崩壊後の1994年3月30日、1977年から17年間続いた「おもちゃ狩り裁判」は高等裁判所の控訴棄却により原告全面敗訴の判決が下された。原告団の筆頭であったMGCは上告を断念することとなった。裁判開始時の中心にあった金属モデルガンはこの頃はほとんど生産されていなかった。この頃のMGC製品は既製品のリニューアル版やバリエーション展開等に終始しており、かつての勢いを失っていた。新製品が出ない、直営店の順次閉店といった暗い傾向が続く中、1995年3月ついに製造部門の廃業となってしまった。創立から35年目の出来事であった。小林太三副社長は独立し、自身のブランド、タニオコバを立ち上げることになった。

### 製造部門廃業後（1995年 - 2010年）
製造は新日本模型、タイトー（MGCの親会社である台東商事）、AMIが引き継いだ。また、トイガンメーカーのKSCはMGCの下請け業者であったが、MGCの製造部門廃業の後に独立する。なお、2006年5月にMGCは後継会社の新日本模型と合併した。同年12月には工場取り壊しのため休業となり、2007年4月に営業再開との告知がされていたものの、その後の製造出荷の再開が無く、実質的に活動休止となった。その際に専門誌広告上において、金型などの製造設備の売却が打診され、金型はトイガンメーカー数社に売却された。M4A1はウエスタンアームズからブローバックガスガンとして、M92Fモデルガンはタナカワークスから、.32オートモデルガンはCAWからそれぞれ販売されている。
2009年8月にMGC創立50周年記念モデルとして、M1911A1（GM5系）6種およびM31ショットガン2種が突然発売された。同年11月にはMGC創業者・神保勉による自伝『MGCをつくった男』が自費出版されている。その後もFBIビューロー、SFAコーンバレルカスタム、コンバットコマンダーなどが出荷されている。
2010年6月をもって完全に製造活動を休止する旨が流通に対して示唆され、2011年3月には「2011年6月までに工場の閉鎖、活動の完全終了」と小売店、顧客に通知した。

#### 製造部門廃業後の製品と販売
MGCは企業としての解散を行ったが、工場資産を関連会社へ引き継ぐ事により既製品の製造販売は可能な状態であった。よってタイトー、新日本模型といった新名義でMGC製品を製造販売した他、ブランド名としてMGCを使用した製品もある。廃業後もMGC名義の製品が流通していたのはこの為である。
また、ニューMGCは独立した販売会社であったが、メーカー廃業後も旧MGC製品の修理受付や在庫部品を販売するなどしていたため、ユーザーにとっては廃業前と変わらないサービスが提供されていた。後継会社はMGC時代に比べ企業規模を縮小してしまったため、以前のような積極的な開発はできなくなったが、既製品ベースのカスタムを製作するなどしてMGC時代には無かった製品も発売していた。（キンバーSWATモデルやSF-CQBなど）金型開発および維持は費用が膨大となるため新規製品の登場は皆無となったが、代替手法として少数カスタムには真鍮製削り出しパーツの採用や機械による高度な後加工を多用し、MGC時代とは別の高い質感を持った秀逸な製品も少なくない。

#### アメ横との決別
ニューMGC上野店はモデルガン繁栄の象徴でもあった上野アメ横に位置し、相次いで他店舗が閉店する中でも営業を続けていたが、ついに2006年3月12日をもって閉店する事が発表された。直営店（MGCボンドショップ）の頃から数えて40年以上、メーカー解散後も10年以上に渡り営業していた事もあり、その閉店には多くの愛好家達は衝撃を受け、閉店の日まで多くの客が訪れ一時代を築いたMGCとの別れを惜しんだ。閉店セールには閉店記念モデル（コルトM1911A-1 WW2記念モデル）の他新日本模型、限定カスタムが店頭限定で発売された。閉店後のメンテナンスについては、アメ横に唯一残る専門店のマルゴーでも受け付ける旨の説明がなされた。

#### 50周年記念
上野店の閉店後も専門誌に広告を掲載し、Webでも製品紹介サイトを持つなど、製品の生産販売は行っていたため、規模は徐々に縮小されていくもののMGCブランドは生き残っていた。しかし上野店閉店の翌年の2007年にはメーカーの命ともいうべき資産であるMGC製品の金型（主力製品ガバメントシリーズを含む）を売却する事と工場取り壊しを行う旨が雑誌等で発表され、ついに完全消滅まであと一歩という暗いムードに包まれた。そうした中、2010年にMGC創設者である神保はMGC創設50年を区切りとして『MGCを作った男』という自伝を自費出版し、久々に明るい話題を発信した。2010年3月、溜池山王聘珍樓で行われた50周年記念式典には妹尾河童ほか業界関係者が多数招かれMGCの栄枯盛衰を懐かしみ、その歴史を讃えた。また、最後の記念モデルとして50周年記念刻印入りのカスタムモデルが数種発売され、一部製品には『MGCを作った男』が特典として付属した。口コミでこの本の評判が広まったが、正式な新刊書籍で無いため一般流通せず、新日本模型で実費(700円)での直売という形でのみ配布が行われた。しかしながら50周年記念モデルの販売が終了する頃には新日本模型についても活動休止の周知がされ、Webサイトも閉鎖された。

#### メモリアルラストオーダー
2010年6月より休業し最終整理を行っていた新日本模型・MGCは50周年カスタム以降も特に広告宣伝をすることもなく一部製品を極少数のみ断続的に出荷を続けていたが、ついに完全休業する事を決定する。2011年3月には完全休業を惜しむ根強いMGCファンの「MGC最後の製品」を望む声に応え、「51周年記念保存会」を立ち上げメモリアルラストオーダーモデルを限定発売した。50周年記念モデルはあくまで創立50周年を記念する意味合いが強かったが、51周年のメモリアルラストオーダーモデルはMGCの終焉を記念するモデルとなっている。最終販売モデルはボブチャウ・スペシャル、ボウランドロングコンプカスタム、ガバメントシリーズ80の3種（いずれもモデルガン）である。メモリアルラストオーダー発売にあたり、Webサイトも一時復活した。

#### その後のMGC製品
MGCから他メーカーに売却・譲渡された金型により、他社製品として再出発した製品が存在する。一例としてウェスタンアームズ<からM4カービン、タナカワークスからベレッタM92Fシリーズ、CAWから32オートやウッズマンが発売されている。特にCAWは新規金型を追加製作するなどMGC時代には無かったラインナップを製品化し、精力的に商品化を続けている。他MGC製品をベースとした完全ハンドメイドカスタムが新大阪ガンシップビルから1980年代にリリースされている。

#### サードパーティによるMGCカスタム
1960年代後半よりMGC製品をベースとしたサードパーティ（カスタムショップ）によるカスタムが製作・販売されるようになる。MGTS、エジプト、コレナガアームズ、長興、ローマン商会といったショップが金属モデルの外観、内部チューン、カスタムパーツの製作販売に乗り出す。1970年代に入るとABS樹脂モデルが登場し、準メーカー製カスタムの位置づけのウェスタンアームズの他、ガンシップ、ガンルーム、むげん、東京メイクガン等も参入する。1980年代、特にニューガバメント(GM5)の登場によりサードパーティの参入は加速する。後にメーカーとなるハートフォードやJACの他、クオリティの高いカスタムパーツを製作したLAトップガンアート、プロップガンレプリカに特化したエディースショップなどバラエティに富んだショップが時代を支えた。
『ワイルド7』の飛葉カスタム（シークレットウッズマンの名称）にこのモデルのヘビーバレルモデル。通販では一週間の注文が100丁を越える人気で、カスタム終了後2年が過ぎても注文は続いた。第二弾はMGC 44マグナムフレームに同社のパイソン357のバレルを合体させた。スマイソン4インチ6インチのドリームモデルを発売した。元々サイズ違いで、現実的にはありえないが『Gun』誌で紹介されたスマイソンはモデルアップされておらず当時のマニアがガンシップに相談したのがカスタム誕生のきっかけになった。このウッズマンもスマイソンもモデルガンメーカーが生産をしたのは数年後である。

## 主な製品

### モデルガン
ABS樹脂/HW樹脂
- MGC ハイウェイパトロールマン41マグナム
- MGC 44マグナム
- MGC ローマン
- MGC トルーパー
- MGC パイソン
- MGC ガバメント
- MGC M39
- MGC M59
- MGC 44オートマグ
- MGC P08
- MGC .32オート
- MGC M586/M686
- MGC SP47/8
- MGC VP70
- MGC M92F
- MGC M1カービン
- MGC M11
- MGC M76
- MGC M16
- MGC M12S

亜鉛合金
- MGC M1911A1
- MGC M16
- MGC M73
- MGC M1921
- MGC PPK
- MGC SAA
- MGC ディテクティブ
- MGC HSC
- MGC P08
- MGC M96 (M1916)
- MGC S&W M44
- MGC P38 MJQ（MGCでは珍しい六人部登デザインの製品）
- MGC M1934
- MGC M1910
- MGC VP-II
- MGC チーフススペシャル
- MGC コンバットマグナム

鋼板プレス+亜鉛合金
- MGC MP40
- MGC スターリング
- MGC ステンMKIII

### ガスガン
- ベレッタM93R AP ロボコップモデル
- ウイルソンLEなど　ガバメント
- M645/M745
- ベレッタM92F
- Cz75
- グロックシリーズ
- H&K P7M13
- ハイキャパシティシリーズ
- M16シリーズ
- 10/22 ブラックパンサーシリーズ
- キャリコM1000（型番はMGCの創作）
- M1911A1ハーレットアクションシリーズ
- M645他 S&Wオートマチックシリーズ
- MP5KA4電動オートマチックガスガン

### その他
- シューターワン

## 主な技術開発
- デトネーター式ブローバック
- CP式ブローバック
- MGキャップ火薬
- 改造防止インサート
- マガジン内リキッドチャージ式ガスタンク
- ガスブローバック

## 出版物
- 『Visiere ビジェール』- MGCの機関誌。
- 「MGCニュース」- MGC発信の広告
- 神保勉『MGCを作った男』 - 自費出版。増補版は『MGCを作った男総括編』（2010年）、8頁追加して全75頁。